# Advanta Championships Philadelphia 1993
L'Advanta Championships of Philadelphia 1993 è stato un torneo femminile di tennis giocato sul sintetico indoor. 
È stata l'11ª edizione del torneo, che fa parte della categoria Tier I nell'ambito del WTA Tour 1993.
Si è giocato al Philadelphia Civic Center di Philadelphia, negli USA dall'8 al 14 novembre 1993.

## Campionesse

### Singolare
Conchita Martínez ha battuto in finale  Steffi Graf con il punteggio di 6–3, 6–3

### Doppio
Katrina Adams /  Manon Bollegraf hanno battuto in finale  Conchita Martínez /  Larisa Savchenko Neiland con il punteggio di 6–2, 4–6, 7–6